# Július 21.
Július 21. az év 202. (szökőévben 203.) napja a Gergely-naptár szerint. Az évből még 163 nap van hátra.
Névnapok: Dániel, Daniella + Léna, Angéla, Angelina, Dalida, Dana, Daniéla, Danila, Daniló, Dános, Danuta, Darrell, Deniel, Elina, Enzó, Helén, Ilma, Ilona, Júlia, Julietta, Julilla, Julitta, Lőrinc, Zsüliett, Dzsulietta

## Események
- I. e. 356 – Az epheszoszi Artemisz templom felgyújtása.
- 1342 – Telegdi Csanád esztergomi érsek megkoronázza Károly Róbert fiát, Nagy Lajost.
- 1456 – Hunyadi János nándorfehérvári diadala a II. Mehmed szultán vezette török haderő felett (július 21. és 22.)
- 1479 – A ratifikált olmützi békében I. Mátyás magyar király és Jagelló Ulászló kölcsönösen elismerik egymást Csehország királyának, illetve leszögezik, hogy Ulászló csak Mátyás halála után  váltja vissza a magyarok által megszállt tartományokat.[1]
- 1718 – VI. Károly német-római császár (III. Károly néven magyar király) és III. Ahmed szultán megkötik a pozsareváci békét, amelyben az Oszmán Birodalom lemond a Balkán egy részéről.
- 1773 – XIV. Kelemen pápa feloszlatja a jezsuita rendet.[2]
- 1774 – Az Orosz Birodalom és az Oszmán Birodalom megkötik a Kücsük-kajnardzsi békeszerződést.
- 1831 – Lipót Szász–Coburg–Gothai herceg leteszi alkotmányos esküjét, mint a független Belgium első királya.
- 1906 – Oroszországban feloszlatják a Dumát és Pjotr Sztolipin belügyminisztert jelölik ki új miniszterelnöknek; korlátozzák az 1905 októberében meghirdetett szabadságjogokat.
- 1919 – A Vörös Hadsereg támadást indít a megszálló román csapatok ellen a csongrádi hídfőnél, és felszabadítja Szentest.
- 1940 – A Szovjetunió annektálja Észtországot, Lettországot és Litvániát.
- 1947 – Szász-Anhalt tartomány létrehozása.
- 1954 – Genfben aláírják az indokínai háborút lezáró fegyverszüneti egyezményt: Vietnámot két államra osztják fel.
- 1969 – Holdon 02.56 UTC idő szerint Neil Armstrong első emberként lép a holdra.
- 1977 – A Szabadság Párt veresége a Srí Lanka-i választásokon.

## Sportesemények
Formula–1
- 1962 –  brit nagydíj, Aintree – Győztes: Jim Clark (Lotus Climax)
- 1985 –  brit nagydíj, Silverstone – Győztes: Alain Prost (McLaren TAG Porsche Turbo)
- 2002 –  francia nagydíj, Magny-Cours – Győztes: Michael Schumacher (Ferrari). Ezen a nagydíjon szerezte meg Michael Schumacher 5. világbajnoki címét.
- 2024 –  magyar nagydíj, Hungaroring – Győztes: Oscar Piastri (McLaren-Mercedes) Ezen a nagydíjon szerezte meg élete első Formula–1-es győzelmét.

## Születések
- 1414 – IV. Szixtusz pápa († 1484)
- 1816 – Paul Julius Reuter, a Reuters hírügynökség megalapítója († 1899)
- 1849 – Robert Simpson Woodward amerikai fizikus és matematikus († 1924)
- 1854 – Albert Edelfelt svéd nemzetiségű, finn festőművész († 1905)
- 1880 – Milan Rastislav Štefánik csillagász, francia tábornok, Csehszlovákia egyik alapítója († 1919)
- 1886 – Hajós Henrik úszó († 1963)
- 1893 – Hans Fallada (er. Rudolf Wilhelm Friedrich Ditzen) német író († 1947)
- 1899 – Ernest Miller Hemingway, Nobel-díjas amerikai író († 1961)
- 1908 – Bródy György kétszeres olimpiai bajnok vízilabdázó († 1967)
- 1915 – Sándor Károly magyar karikaturista, grafikus († 1960)
- 1920 – Isaac Stern zsidó származású amerikai hegedűművész († 2001)
- 1921 – Antal Róbert olimpiai bajnok magyar vízilabdázó († 1995)
- 1924 – Tamássy István magyar kertészmérnök, egyetemi tanár († 1995)
- 1929 – Mauritz Von Strachwitz német autóversenyző († 2022)
- 1935 – Egressy István rádióbemondó, a Magyar Rádió főmunkatársa, Kazinczy-díjas előadóművész († 2000)
- 1944 – John Atta Mills ghánai politikus, Ghána elnöke († 2012)
- 1945 – Wendy Cope angol költőnő
- 1946 – Domingo Cavallo argentin közgazda és politikus.
- 1947 – Lukács Sándor Kossuth- és Jászai Mari-díjas magyar színész, kiváló művész
- 1947 – Szegvári Katalin magyar újságíró, szerkesztő-riporter, műsorvezető, tanár
- 1949 – Tornay Endre András magyar szobrász- és éremművész († 2008)
- 1951 – Robin Williams Oscar-díjas amerikai színész († 2014)
- 1955 – Tarr Béla Kossuth-díjas magyar filmrendező
- 1960 – Zuggó Erika magyar manöken, modell, fotómodell
- 1961 – Tóth Éva magyar operetténekes, előadóművész († 2022)
- 1965 – Dégi János magyar színész, rendező, író és producer
- 1971 – Vertig Tímea magyar színésznő
- 1976 – Dávid Roland előadóművész, musical énekes
- 1977 – Bíró Eszter magyar színésznő, énekesnő, a Budapest Klezmer Band tagja
- 1977 – Ilja Noszkov orosz színész
- 1977 – Vass Magdolna színésznő, a Beregszászi Illyés Gyula Magyar Nemzeti Színház tagja
- 1977 – Sarádi Zsolt magyar színész
- 1978 – Josh Hartnett amerikai színész
- 1988
  - Elek Ákos magyar labdarúgó
  - DeAndre Jordan olimpiai bajnok amerikai kosárlabdázó
- 1990 – Gelencsér Ferenc magyar politikus, országgyűlési képviselő
- 1997 – Katona Péter Dániel magyar színész

## Halálozások
- 1456 – Dugovics Titusz katona, hősi várvédő (* ?)
- 1637 – Daniel Sennert német orvos, kémikus, természettudós (* 1572)
- 1796 – Robert Burns skót költő (* 1759)
- 1848 – Kőszeghi-Mártony Károly építőmérnök, hadmérnök, a sűrített levegős légzőkészülék és a gulyáságyú feltalálója (* 1783)
- 1886 – Karl von Piloty, német festő (* 1826)
- 1907 – Nicolae Grigorescu román festő, a modern román festészet egyik alapítója (* 1838)
- 1922 – Dzsemal pasa török tábornok, az ifjútörök mozgalom egyik vezetője (* 1872)
- 1922 – Vadas Jenő magyar erdőmérnök, erdészeti szakíró, a bányászati és erdészeti Akadémia tanára (* 1857)
- 1937 – Louis Vierne, francia orgonaművész, zeneszerző (* 1870)
- 1966 – Francesco Paolo Cantelli, olasz matematikus, a Borel-Cantelli-lemma (lásd Valószínűségszámítás) egyik névadója (* 1875)
- 1971 – Dusóczky Andor orvos, az első magyar okleveles sportorvos (* 1900)
- 1974 – Darvas Lili magyar színésznő (* 1902)
- 1998 – Alan Shepard űrhajós, az első amerikai szuborbitális repülés („űrugrás”) végrehajtója (* 1923)
- 2004 – Edward B. Lewis Nobel-díjas amerikai genetikus (* 1918)
- 2004 – Jerry Goldsmith amerikai karmester, zeneszerző (* 1929)
- 2005 – Hernádi Gyula Kossuth-díjas magyar író (* 1926)
- 2008 – El Kazovszkij Kossuth-díjas magyar festőművész (* 1948)
- 2015 – Edgar Lawrence Doctorow amerikai író, esszéista (* 1931)
- 2020 – Faluhelyi Magda magyar színésznő (* 1946)
- 2021 – Kántor Péter József Attila-díjas magyar költő, műfordító (* 1949)
- 2022 – Uwe Seeler német labdarúgó (* 1936)
- 2023 – Tony Bennett Grammy-díjas amerikai jazzénekes (* 1926)

## Nemzeti ünnepek, emléknapok, világnapok
- A Belga Királyság nemzeti ünnepe – I. Lipót, Belgium első királya trónra lépésének napja (1831).